# Distrito de Vangaindrano
Vangaindrano es un distrito de la región de Atsimo-Atsinanana, en la isla de Madagascar, con una población estimada en julio de 2014 de 338 532 habitantes.
Se encuentra ubicado junto a la costa sureste de la isla (Océano Índico), cerca del parque nacional de Midongy del Sur.